# Agía Marína (ort i Grekland, Sydegeiska öarna, Nomós Dodekanísou, lat 35,41, long 26,91)
Agía Marína (Agia Marina) är en ort i Grekland.   Den ligger i prefekturen Nomós Dodekanísou och regionen Sydegeiska öarna, i den sydöstra delen av landet, 400 km sydost om huvudstaden Aten. Agía Marína ligger 111 meter över havet och antalet invånare är 444. Den ligger på ön Nisí Kásos.
Terrängen runt Agía Marína är kuperad åt sydost, men åt nordväst är den platt. Havet är nära Agía Marína norrut.  Agía Marína är det största samhället i trakten. Trakten runt Agía Marína består i huvudsak av gräsmarker.